# Blitz Wolf
Blitz Wolf (укр. Бліц Вовк, Вовчий бліцкриг, Три поросята і Адольф Вовк) — американський короткометражний сатиричний мультфільм випущений на студії Metro-Goldwyn-Mayer у 1942 році. Режисер Текс Ейвері, продюсер Фред Квімбі, композитор Скотт Бредлі. Мультфільм номінувався на кінопремію «Оскар» у 1942 році.

## Сюжет
Сюжет являє собою варіацію на тему казки про трьох поросят в антуражі Другої світової війни: двоє поросят уклали пакт про ненапад з Великим Злим Вовком (пародія на Адольфа Гітлера), у той час як третє порося (Сержант Порк) розсудливо готується до військової оборони, оскільки він прочитав статтю у газеті про плани Вовка напасти на країну поросят під назвою Pigmania (алюзія на теорію ведення швидкоплинної війни Бліцкриг).

## Ролі озвучували
- Білл Томпсон — Вовк Адольф
- Пінто Колвіг — Сержант Порк
- Френк Грехем — голос за кадром

## Цікаві факти
- Це перший мультфільм Текса Ейвері на студії MGM.
- Вступна заставка  MGM з гарчащою головою лева супроводжується мелодією «Hold That Tiger» у виконанні оркестру.
- У фільмі присутня сцена, яка відсилає глядача до військової операції «Рейд Дуліттла».
- Актор Пінто Колвіг виконував озвучення Сержанта Порка у тій же манері яку він використовував раніше для озвучування порося Наф-Нафа з діснеєвського мультфільму Три поросяти 1933 року.
- Мультфільм закінчується жартом, в якому глядачів закликають купити марку або облігацію. Для мультфільмів і коміксів військового періоду це було поширеним явищем.
- Двоє з чотирьох аніматорів, які працювали над стрічкою (Престон Блейр і Ед Лав) були колишніми співробітниками Діснею, які пішли від нього після страйку 1941 року.
- Мультфільм випущений компанією MGM / UA Home Video на VHS. В СРСР мультфільм був розповсюджений на піратських відеокасетах в одноголосому перекладі.